# العلاقات السريلانكية اللاوسية
العلاقات السريلانكية اللاوسية هي العلاقات الثنائية التي تجمع بين سريلانكا ولاوس.

## مقارنة بين البلدين
هذه مقارنة عامة ومرجعية للدولتين:
| وجه المقارنة                                              | سريلانكا                         | لاوس        |
| --------------------------------------------------------- | -------------------------------- | ----------- |
| المساحة (كم2)                                             | 65.61 ألف                        | 236.80 ألف  |
| عدد السكان (نسمة)                                         | 21.44 مليون                      | 6.86 مليون  |
| الكثافة السكانية (ن./كم²)                                 | 326.78                           | 28.97       |
| العاصمة                                                   | سري جاياواردنابورا كوتي، كولمبو  | فيينتيان    |
| اللغة الرسمية                                             | اللغة السنهالية، اللغة التاميلية | اللغة اللاو |
| العملة                                                    | روبية سريلانكي                   | كيب لاوي    |
| الناتج المحلي الإجمالي (بليون دولار)                      | 87.17 مليار                      | 16.85 مليار |
| الناتج المحلي الإجمالي (تعادل القوة الشرائية) بليون دولار | 246.62 مليار                     | 38.71 مليار |
| الناتج المحلي الإجمالي الاسمي للفرد دولار أمريكي          | 3.93 ألف                         | 1.82 ألف    |
| الناتج المحلي الإجمالي للفرد دولار أمريكي                 | 11.11 ألف                        |             |
| مؤشر التنمية البشرية                                      | 0.757                            | 0.575       |
| رمز المكالمات الدولي                                      | +94                              | +856        |
| رمز الإنترنت                                              | .lk،                             | .la         |
| المنطقة الزمنية                                           | ت ع م+05:30                      | ت ع م+07:00 |

## منظمات دولية مشتركة
يشترك البلدان في عضوية مجموعة من المنظمات الدولية، منها:
| علم المنظمة | اسم المنظمة                        | تاريخ انضمام سريلانكا | تاريخ انضمام لاوس |
| ----------- | ---------------------------------- | --------------------- | ----------------- |
|             | بنك التنمية الآسيوي                | 1966                  | 1966              |
|             | مؤسسة التنمية الدولية              | 27 يونيو 1961         | 28 أكتوبر 1963    |
|             | يونسكو                             | 14 نوفمبر 1949        | 9 يوليو 1951      |
|             | وكالة ضمان الاستثمار متعدد الأطراف | 27 مايو 1988          | 5 أبريل 2000      |
|             | الأمم المتحدة                      | 14 ديسمبر 1955        | 14 ديسمبر 1955    |
|             | البنك الدولي للإنشاء والتعمير      | 29 أغسطس 1950         | 5 يوليو 1961      |
|             | منتدى آسيان الإقليمي ‏              | ?                     | ?                 |
|             | منظمة حظر الأسلحة الكيميائية       | ?                     | ?                 |
|             | مؤسسة التمويل الدولية              | 20 يوليو 1956         | 29 يناير 1992     |
|             | منظمة الشرطة الجنائية الدولية      | ?                     | ?                 |

## وصلات خارجية
- موقع وزارة الخارجية السريلانكية
- موقع وزارة الخارجية اللاوسية